# Sarah Turine
Sarah Turine (ur. 13 października 1973 w Uccle) – belgijska (francuskojęzyczna) polityk i samorządowiec, w latach 2009–2012 współprzewodnicząca Ecolo (razem z Jean-Michelem Javaux).

## Życiorys
W latach 90. grała na skrzypcach w nowofalowym zespole La Vierge du chancelier Rolin. W 1997 ukończyła studia na Université catholique de Louvain, gdzie kształciła się w zakresie historii sztuki i islamoznawstwa. Broniła pracy dyplomowej o architekturze w Mali. Następnie pracowała we francuskim centrum kulturowym i na uniwersytecie w Nablusie (1997–1999) i jako nauczycielka muzyki we francuskiej szkole w Ho Chi Minh (1999–2000). Od 2000 do 2007 zatrudniona w belgijskim oddziale Oxfam-Solidarité.
W 2005 zaangażowała się w działalność polityczną w ramach Ecolo. Od 2007 do 2012 sekretarz partii w Regionu Stołecznego Brukseli, a od listopada 2009 do marca 2012 współprzewodniczącą Ecolo (razem z Jean-Michelem Javaux). W 2007 wybrana po raz pierwszy do rady miejskiej Molenbeek-Saint-Jean, a w czerwcu 2009 do parlamentów Regionu Stołecznego Brukseli i Francuskiej Wspólnoty Belgii (dwa ostatnie mandaty złożyła po wyborze na współprzewodniczącą partii). W latach 2012–2018 była członkiem władz miejskich (échevine) Molenbeek-Saint-Jean, odpowiedzialnym za sprawy młodzieży, dialog międzykulturowy i walkę z wykluczeniem. W 2019 wycofała się z polityki i odeszła z rady miejskiej Molenbeek-Saint-Jean. Została współwłaścicielką farmy w Belœil i dyrektor centrum azylowego rządowej agencji Fedasil w Mouscron.